# El Camino Angosto
Del Mar Heights, Texas è un census-designated place degli Stati Uniti d'America, situato nella contea di Cameron dello Stato del Texas. Fa parte dell'area metropolitana di Brownsville–Harlingen.

## Geografia fisica
El Camino Angosto è situata a 26°06′46″N 97°38′33″W (26.112751, -97.642585).
Secondo lo United States Census Bureau, ha un'area totale di 0,4 miglia quadrate (1,0 km²).

## Società

### Evoluzione demografica
Secondo il censimento del 2000, c'erano 254 persone, 64 nuclei familiari, e 57 famiglie residenti nella città. La densità di popolazione era di 683,8 persone per miglio quadrato (265,1/km²). C'erano 70 unità abitative a una densità media di 188,5 per miglio quadrato (73,0/km²). La composizione etnica della città era formata dal 23,23% di bianchi, il 76,77% di altre razze. Ispanici o latinos di qualunque razza erano il 99,21% della popolazione.
C'erano 64 nuclei familiari di cui il 50,0% avevano figli di età inferiore ai 18 anni, il 75,0% erano coppie sposate conviventi, il 9,4% aveva un capofamiglia femmina senza marito, e il 10,9% erano non-famiglie. Il 7,8% di tutti i nuclei familiari erano individuali e il 4,7% aveva componenti con un'età di 65 anni o più che vivevano da soli. Il numero di componenti medio di un nucleo familiare era di 3,97 e quello di una famiglia era di 4,19.
La popolazione era composta dal 35,0% di persone sotto i 18 anni, il 9,4% di persone dai 18 ai 24 anni, il 31,9% di persone dai 25 ai 44 anni, il 15,4% di persone dai 45 ai 64 anni, e l'8.3% di persone di 65 anni o più. L'età media era di 28 anni. Per ogni 100 femmine c'erano 100,0 maschi. Per ogni 100 femmine dai 18 anni in giù, c'erano 89,7 maschi.
Il reddito medio di un nucleo familiare era di 26.053 dollari, e quello di una famiglia era di 26.645 dollari. I maschi avevano un reddito medio pro capite di 26.579 dollari contro gli 8.795 dollari delle femmine. Il reddito medio pro capite era di 8.749 dollari. Circa il 28,1% delle famiglie e il 44,7% della popolazione erano sotto la soglia di povertà, incluso il 57,5% di persone sotto i 18 anni di età e il 25,8% di persone di 65 anni o più.